# Ataca Outra Vez
Ataca Outra Vez é o terceiro álbum da banda carioca Dr. Silvana & Cia, lançado em 1989 agora pela gravadora RGE em LP.

## Faixas
| N.º | Título                     | Duração |  |
| 1.  | "Bertha"                   |         |  |
| 2.  | "Bobeatus Suntum"          |         |  |
| 3.  | "Outra Chance"             |         |  |
| 4.  | "Sukiati"                  |         |  |
| 5.  | "Lilly Baby"               |         |  |
| 6.  | "Sinal Vermelho"           |         |  |
| 7.  | "O Que Eu Tô Fazendo Aqui" |         |  |
| 8.  | "Vagabunda"                |         |  |
| 9.  | "Seu Palhaço"              |         |  |
| 10. | "Magic"                    |         |  |